# (Set This) World Ablaze
(Set This) World Ablaze – pierwsze koncertowe DVD zespołu Killswitch Engage, wydane 21 listopada 2005 roku. Zostało nagrane podczas koncertu w Worcester Palladium, który odbył się 25 lipca 2005. Trwał on 75 minut i nagrywany był za pomocą ośmiu kamer.

## Lista utworów
1. "A Bid Farewell"
2. "Breathe Life"
3. "Fixation on the Darkness"
4. "When Darkness Falls"
5. "Self-Revolution"
6. "The End of Heartache"
7. "Take This Oath"
8. "Numbered Days"
9. "The Element of One"
10. "Prelude"
11. "Hope Is..."
12. "Life To Lifeless"
13. "My Last Serenade"
14. "Rose of Sharyn"

Bisy
1. "Vide Infra"
2. "Temple from the Within"

## Dodatkowy materiał
1. Teledyski:
  - "My Last Serenade" (2002; reżyseria: P.R. Brown)
  - "Life to Lifeless" (2002; reżyseria: Doug Spangenberg)
  - "Fixation on the Darkness" (2003; reżyseria: Pierre Lamoureux)
  - "Rose of Sharyn" (2004; reżyseria: Lex Halaby)
  - "The End of Heartache" (2004; reżyseria: Tony Petrossian)
2. Materiały filmowe z tras koncertowych od początku działalności zespołu po trasę w ramach Ozzfestu 2005
3. Wywiady z KsE, a także z innymi formacjami, które koncertowały wspólnie z zespołem.